# Teinobasis hamalaineni
Teinobasis hamalaineni là một loài chuồn chuồn kim trong họ Coenagrionidae.
Teinobasis hamalaineni được miêu tả khoa học năm 1992 bởi Müller.